# عمرو بن معدی کرب
عمرو بن معدی کرب، از جنگجویان به نام عصر جاهلیت بود که در سال ۹ قمری به نزد محمد رفت و روی به دیار اسلام نهاد. اما پس از مرگ پیامبر اسلام او به اسود عنسی پیوست و مرتد شد. او پس از توبه دوباره به سپاه اسلام پیوست و در جنگ های یرموک و نهاوند شرکت جست و سرانجام در سال ۲۱ هجری در نبرد نهاوند زخمی مهلک برداشت و بر اثر این زخم درگذشت. 

## اسلام آوردن
عمرو در سال ۹ هجری قمری همراه ده تن از بنی زبید به پیشباز محمد پیامبر اسلام رفت و روی به دیار اسلام نهاد. پس از او یارانش هم روی به دیار اسلام نهادند.

## ارتداد و توبه
او پس از مرگ محمد به اسود عنسی پیوست و ارتداد پیشه گرفت. از این رو خالد بن سعید امیر یمن به سوی او رفت و بر شانه عمرو زخمی مهلک زخمی مهلک زد عمرو گریخت و پس از چندی دوباره روی به دیار اسلام نهاد.

## حضور در جنگ ها
عمرو بن کرب پس از توبه در نبرد یرموک شرکت جست اما در این جنگ چشمانش را از دست داد. سپس عمر بن خطاب او را به عراق فرستاد و او در نبرد نهاوند زخمی مهلک برداشت و بر اثر این زخم جانش را از دست داد.